# NGC 2476
NGC 2476 é uma galáxia elíptica (E) localizada na direcção da constelação de Lynx. Possui uma declinação de +39° 55' 40" e uma ascensão recta de 7 horas, 56 minutos e 45,2 segundos.
A galáxia NGC 2476 foi descoberta em 23 de Fevereiro de 1878 por Édouard Jean-Marie Stephan.